# Jenkins (Minnesota)
Jenkins es una ciudad ubicada en el condado de Crow Wing en el estado estadounidense de Minnesota. En el Censo de 2010 tenía una población de 430 habitantes y una densidad poblacional de 36,81 personas por km².

## Geografía
Jenkins se encuentra ubicada en las coordenadas 46°39′4″N 94°19′41″O / 46.65111, -94.32806. Según la Oficina del Censo de los Estados Unidos, Jenkins tiene una superficie total de 11.68 km², de la cual 11.61 km² corresponden a tierra firme y (0.62%) 0.07 km² es agua.

## Demografía
Según el censo de 2010, había 430 personas residiendo en Jenkins. La densidad de población era de 36,81 hab./km². De los 430 habitantes, Jenkins estaba compuesto por el 99.3% blancos, el 0% eran afroamericanos, el 0.47% eran amerindios, el 0% eran asiáticos, el 0% eran isleños del Pacífico, el 0.23% eran de otras razas y el 0% pertenecían a dos o más razas. Del total de la población el 3.02% eran hispanos o latinos de cualquier raza.